# The Luxury Gap
The Luxury Gap è il secondo album degli Heaven 17, pubblicato dalla Virgin Records su long playing e musicassetta (catalogo V 2253 e TCV 2253) nel 1983.
| Recensione | Giudizio |
| ---------- | -------- |
| AllMusic   | [ 3 ]    |

## Il disco
Il titolo dell'album si riferisce al "divario" (in inglese "gap") fra il nuovo lusso sfrenato dei primi anni ottanta e la difficile realtà di tanti. La copertina riporta un ritratto del gruppo con un paesaggio "lussuoso" nello sfondo che invece si rivela solo un manifesto pubblicitario posto in una zona industriale meno attraente.
L'uscita dell'album nel mese di aprile fu preceduto dalla pubblicazione del singolo "Let Me Go" ad ottobre del 1982, il quale però non riuscì ad entrare in classifica, arrivando solo alla posizione no. 41. Quello seguente, "Temptation", invece, pubblicato poco prima dell'album, ebbe maggiore fortuna arrivando al 2º posto a maggio del 1983, battuto nelle vendite solo da "True" degli Spandau Ballet. The Luxury Gap entrò in classifica subito al 4º posto rimanendo nella Top 40 per ben ventisette settimane.
Il singolo successivo, una versione nuova dei "Come Live With Me" raggiunse il 5º posto. Buone anche le vendite del quarto ed ultimo singolo "Crushed by the Wheels of Industry".

## Ristampe
Dopo la rimasterizzazione digitale, l'album è stato ripubblicato su CD (catalogo Virgin Records CDVR 2253 e EMI 0946 366807 2) l'11 agosto 2006, con l'aggiunta di 4 bonus track con le versioni remix estese di brani già presenti.
L'album è stato ristampato di nuovo in versione 'Deluxe' in doppio CD e DVD ad ottobre del 2012. Il DVD contiene tutti i video promozionali del gruppo e una performance dal vivo al Night Of The Proms di Hannover il 16 dicembre del 2009. La pubblicazione di questa ristampa fu promossa anche da un tour di nove date in Gran Bretagna e cinque date in Germania.

## Classifiche
| Classifica (1983) |                          | Posizione massima | Settimane in classifica |
| ----------------- | ------------------------ | ----------------- | ----------------------- |
| Regno Unito       | Regno Unito (bandiera)   | 4                 | 36                      |
| Germania          | Germania (bandiera)      | 7                 | 23                      |
| Nuova Zelanda     | Nuova Zelanda (bandiera) | 11                | 10                      |
| Svezia            | Svezia (bandiera)        | 17                | 5                       |
| Francia           | Francia (bandiera)       | 18                | 51                      |
| Olanda            | Paesi Bassi (bandiera)   | 20                | 9                       |
| Billboard 200     | Stati Uniti (bandiera)   | 72                | 13                      |

## Video musicali
- Let Me Go, Vimeo. URL consultato il 17 marzo 2014.

## Tracce
Testi e musiche degli Heaven 17.

### Versione UK & europea (Virgin V2253)
Lato A
1. Crushed by the Wheels of Industry – 5:51
2. Who'll Stop the Rain – 3:02
3. Let Me Go – 4:21
4. Key to the World – 3:43

Lato B
1. Temptation – 3:31
2. Come Live with Me – 4:02
3. Lady Ice and Mr Hex – 3:47
4. We Live So Fast – 3:47
5. The Best Kept Secret – 5:10

### Versione USA (Arista AL 8-8020)
Lato A
1. Crushed by the Wheels of Industry – 5:51
2. We Live So Fast – 3:47
3. Let's All Make a Bomb* – 5:05
4. Key to the World – 3:43

Lato B
1. Temptation – 3:31
2. Come Live with Me – 4:02
3. Lady Ice and Mr Hex – 3:47
4. Song With No Name* – 4:20
5. The Best Kept Secret – 5:10

*versioni nuove rispetto a quelle originali su Penthouse & Pavement.

### Ristampe CD

#### 2006 - CD remaster
album originale versione UK più le seguenti tracce bonus:
1. Let Me Go (maxi single extended version) – 6:22
2. Who'll Stop the Rain (extended version[14]) – 6:15
3. Crushed by the Wheels of Industry (part 1 & 2) – 6:59
4. Come Live with Me (extended version) – 4:34

#### 2012 - 2xCD+DVD deluxe
CD1 - brani dell'album originale
CD2:
1. Let Me Go (Extended Mix) - 6:22
2. Temptation (Extended Mix) - 4:39
3. Who'll Stop The Rain (Extended Mix) - 6:08
4. We Live So Fast (Extended Mix) - 6:10
5. Come Live With Me (Extended Mix) - 4:34
6. Crushed By The Wheels Of Industry (Parts 1 & 2) - 6:59
7. Let Me Go (Instrumental) - 4:54
8. Crushed By The Wheels Of Industry (Extended Dance Version) - 5:50
9. Temptation (Brothers In Rhythm Remix)  - 6:53

## Formazione

### Gruppo
- Glenn Gregory – voce solista
- Ian Craig Marsh – programmazione sintetizzatore
- Martyn Ware – Linn LM-1, programmazione sintetizzatore, voce

### Altri musicisti
- Carol Kenyon - voce solista (A4, B1)
- Simon Phillips - batteria (B3, B5)
- John Barker - arrangiamento orchestrale e direzione d'orchestra (B1, B2, B5)
- Nick Plytas - pianoforte a coda (A1, A3, B3)
- John Wilson (A1, A2, A3, B3), Ray Russell (A2, A4, B2) - guitar synth
- Greg Walsh - programmazione sintetizzatore, pianoforte (A1, A4)
- Sarah Gregory - urla e strilli (A2)

- Don Myrick - sassofono
- Louis Satterfield - trombone
- Michael Harris - tromba
- Rahmlee Michael Davis - tromba, tromba solista